# Coppa Italia 1999-2000 (pallamano maschile)
La Coppa Italia di pallamano 1999-2000 è stata la 15ª edizione del torneo annuale organizzato dalla Federazione Italiana Gioco Handball.

Alla competizione parteciparono le quattordici squadre della Serie A1 1999-2000 più le ventotto squadre partecipanti alla Serie A2 1999-2000.

Il torneo fu vinto, per la seconda volta nella sua storia, dalla Pallamano Prato.

## Formula
La coppa Italia 1999-2000 fu così strutturata:
- Prima Fase: a questa fase parteciparono le ventotto squadre della Serie A2 1999-2000 le quali furono divise in sette gironi da quattro club ciascuno e fu disputato con la formula del girone all'italiana di sola andata.
- Seconda Fase: a questa fase parteciparono le sette vincitrice dei gironi della prima fase più la miglior seconda per un totale di otto club; si disputarono due gironi da quattro squadre ciascuno con la formula del girone all'italiana di sola andata.
- Fase Finale: a questa fase parteciparono le quattordici squadre della Serie A1 1999-2000 più le due squadre qualificate dalla seconda fase; vennero disputati gli ottavi di finale, i quarti di finale, le semifinali e la finale con la formula dell'eliminazione diretta con partite di anadata e ritorno.

## Squadre partecipanti

### Serie A1
| Club              | Città                  | Palasport               | Sponsor                | Stagione 1998-1999                    |
| ----------------- | ---------------------- | ----------------------- | ---------------------- | ------------------------------------- |
| Ortigia           | Siracusa               | Pala Lo Bello           |                        | 11ª in Serie A1                       |
| Bologna 1969      | Bologna                | PalaSavena              |                        | 7ª in Serie A1                        |
| Conversano        | Conversano (BA)        | Pala San Giacomo        | Telenorba              | 8ª in Serie A1                        |
| Città Sant'Angelo | Città Sant'Angelo (PE) | Pala Castagna           | Savini                 | 2ª in Serie A2 - Girone A (Ripescata) |
| Haenna            | Enna                   | Palasport di Enna       | ACSI                   | 5ª in Serie A1                        |
| Messina           | Messina                | Palestra Montepiselli   | Marconi Dival          | 10ª in Serie A1                       |
| Modena            | Modena                 | Pala Molza              |                        | 6ª in Serie A1                        |
| Prato             | Prato                  | Pala Consiag            | Al.Pi.                 | Campione d'Italia 1998-1999           |
| Rubiera           | Rubiera (RE)           | Pala Bursi              | Arag                   | 4ª in Serie A1                        |
| Trieste           | Trieste                | Pala Chiarbola          | Genertel               | 2ª in Serie A1                        |
| Junior Fasano     | Fasano (BR)            | Palestra Zizzi          | Zoosafari Fasanolandia | 1ª in Serie A2 - Girone B             |
| Meran             | Merano (BZ)            | Centro Carlo Wolf       | Torggler Group         | 1ª in Serie A2 - Girone A             |
| Brixen            | Bressanone (BZ)        | Palasport di Bressanone | Forst                  | 3ª in Serie A1                        |
| Mordano           | Mordano (BO)           | Palasport di Mordano    | Eurovo Linea           | 9ª in Serie A1                        |

### Serie A2 - Girone A
| Club           | Città                | Palasport                | Sponsor      | Stagione 1998-1999                     |
| -------------- | -------------------- | ------------------------ | ------------ | -------------------------------------- |
| Klausen        | Chiusa (BZ)          | Palasport di Chiusa      | Volksbank    | 1ª in Serie B - Girone A               |
| Carpi          | Carpi (MO)           | Palestra Viale Peruzzi   |              | 5ª in Serie A2 - Girone A              |
| Cellini Padova | Padova               | PalaFabris               | Lofra Cucine | 6ª in Serie A2 - Girone A              |
| Imola          | Imola (BO)           | Pala Ruggi               |              | 11ª in Serie A2 - Girone A (Ripescata) |
| Rovereto       | Rovereto (TN)        | Pala Marchetti           |              | 8ª in Serie A2 - Girone A              |
| Castenaso      | Castenaso (BO)       | Palasport di Castenaso   |              | 1ª in Serie B - Girone B               |
| Ambra          | Poggio a Caiano (PO) | Pala Consiag             |              | 9ª in Serie A2 - Girone A              |
| Ascoli         | Ascoli Piceno        | Pala Galosi              | Autolelli    | 12ª in Serie A2 - Girone A (Ripescata) |
| Cologne        | Cologne (BS)         | Palasport di Cologne     |              | 14ª in Serie A1                        |
| Mezzocorona    | Mezzocorona (TN)     | Palasport di Mezzocorona |              | 10ª in Serie A2 - Girone A             |
| Bozen          | Bolzano              | Palestra Gasteiner       |              | 4ª in Serie A2 - Girone A              |
| Taufers        | Campo Tures (BZ)     | Sporthalle Industriezone | Neff         | 7ª in Serie A2 - Girone A              |
| Tassina Rovigo | Rovigo               | Palasport di Rovigo      |              | 3ª in Serie A2 - Girone A              |
| Teramo         | Teramo               | Pala San Nicolò          |              | 13ª in Serie A1                        |

### Serie A2 - Girone B
| Club                  | Città                 | Palasport                   | Sponsor            | Stagione 1998-1999                   |
| --------------------- | --------------------- | --------------------------- | ------------------ | ------------------------------------ |
| ACLI Avellino         | Avellino              | Palasport Giacomo Del Mauro |                    | 3ª in Serie B - Girone C (Ripescata) |
| Chieti                | Chieti                | PalaTricalle                |                    | 4ª in Serie A2 - Girone B            |
| CUS Palermo           | Palermo               | Pala Cus                    |                    | 2ª in Serie A2 - Girone B            |
| Fondi                 | Fondi (LT)            | Palasport di Fondi          | Semat              | 2ª in Serie B - Girone C             |
| Il Giovinetto Marsala | Marsala (TP)          | Pala Bellina                | Vini               | 10ª in Serie A2 - Girone B           |
| Mascalucia            | Mascalucia (CT)       | Palasport di Mascalucia     | Virlinzi           | 5ª in Serie A2 - Girone B            |
| Terni                 | Terni                 | PalaDiVittorio              | Circolo Lavoratori | 2ª in Serie B - Girone B             |
| Mazara                | Mazara del Vallo (TP) | Pala Affacciata             |                    | 7ª in Serie A2 - Girone B            |
| Noci                  | Noci (BA)             | Pala Intini                 |                    | 1ª in Serie B - Girone C             |
| Palermo               | Palermo               | PalaUditore                 |                    | 1ª in Serie B - Girone D             |
| Rosolini              | Rosolini (SR)         | Palasport di Rosolini       |                    | 3ª in Serie A2 - Girone B            |
| Palmosa Libertas      | Alcamo (TP)           | Palasport di Alcamo         |                    | 2ª in Serie B - Girone D             |
| Gaeta                 | Gaeta (LT)            | Arena Miramare              | Ciccariello        | 6ª in Serie A2 - Girone B            |
| VVFF Siracusa         | Siracusa              | Pala Lo Bello               |                    | 9ª in Serie A2 - Girone B            |

## Prima fase

### Girone A
|  | Pos. | Squadra  | Pt | G | V | N | P | GF | GS | DR  |
|  | ---- | -------- | -- | - | - | - | - | -- | -- | --- |
|  | 1.   | Taufers  | 9  | 3 | 3 | 0 | 0 | 77 | 66 | +11 |
|  | 2.   | Bozen    | 4  | 3 | 1 | 1 | 1 | 79 | 69 | +10 |
|  | 3.   | Rovereto | 4  | 3 | 1 | 1 | 1 | 74 | 70 | +4  |
|  | 4.   | Klausen  | 0  | 3 | 0 | 0 | 3 | 61 | 86 | -25 |

| Rovereto | Rovereto | 24 – 24 | Bozen |  |

| Rovereto | Klausen | 20 – 27 | Taufers |  |

| Rovereto | Bozen | 31 – 20 | Klausen |  |

| Rovereto | Taufers | 25 – 22 | Rovereto |  |

| Rovereto | Rovereto | 28 – 21 | Klausen |  |

| Rovereto | Taufers | 25 – 24 | Bozen |  |

### Girone B
|  | Pos. | Squadra        | Pt | G | V | N | P | GF | GS | DR  |
|  | ---- | -------------- | -- | - | - | - | - | -- | -- | --- |
|  | 1.   | Mezzocorona    | 9  | 3 | 3 | 0 | 0 | 76 | 61 | +15 |
|  | 2.   | Cologne        | 6  | 3 | 2 | 0 | 1 | 76 | 73 | +3  |
|  | 3.   | Ascoli         | 3  | 3 | 1 | 0 | 2 | 56 | 62 | -6  |
|  | 4.   | Cellini Padova | 0  | 3 | 0 | 0 | 3 | 64 | 76 | -12 |

| Mezzocorona | Mezzocorona | 28 – 24 | Cologne |  |

| Mezzocorona | Ascoli | 20 – 18 | Cellini Padova |  |

| Mezzocorona | Cologne | 23 – 20 | Ascoli |  |

| Mezzocorona | Cellini Padova | 21 – 27 | Mezzocorona |  |

| Mezzocorona | Mezzocorona | 21 – 16 | Ascoli |  |

| Mezzocorona | Cellini Padova | 25 – 29 | Cologne |  |

### Girone C
|  | Pos. | Squadra        | Pt | G | V | N | P | GF | GS | DR  |
|  | ---- | -------------- | -- | - | - | - | - | -- | -- | --- |
|  | 1.   | Tassina Rovigo | 9  | 3 | 3 | 0 | 0 | 75 | 63 | +12 |
|  | 2.   | Imola          | 6  | 3 | 2 | 0 | 1 | 74 | 71 | +3  |
|  | 3.   | Castenaso      | 3  | 3 | 1 | 0 | 2 | 73 | 78 | -5  |
|  | 4.   | Carpi          | 0  | 3 | 0 | 0 | 3 | 70 | 80 | -10 |

| Carpi | Carpi | 23 – 25 | Imola |  |

| Carpi | Castenaso | 20 – 25 | Tassina Rovigo |  |

| Carpi | Imola | 28 – 25 | Castenaso |  |

| Carpi | Tassina Rovigo | 27 – 22 | Carpi |  |

| Carpi | Carpi | 25 – 28 | Castenaso |  |

| Carpi | Tassina Rovigo | 23 – 21 | Imola |  |

### Girone D
|  | Pos. | Squadra | Pt | G | V | N | P | GF | GS | DR  |
|  | ---- | ------- | -- | - | - | - | - | -- | -- | --- |
|  | 1.   | Teramo  | 9  | 3 | 3 | 0 | 0 | 77 | 59 | +18 |
|  | 2.   | Chieti  | 6  | 3 | 2 | 0 | 1 | 67 | 64 | +3  |
|  | 3.   | Ambra   | 3  | 3 | 1 | 0 | 2 | 69 | 76 | -7  |
|  | 4.   | Terni   | 0  | 3 | 0 | 0 | 3 | 64 | 78 | -14 |

| Terni | Terni | 20 – 25 | Chieti |  |

| Terni | Ambra | 20 – 29 | Teramo |  |

| Terni | Chieti | 23 – 22 | Ambra |  |

| Terni | Teramo | 26 – 20 | Terni |  |

| Terni | Terni | 24 – 27 | Ambra |  |

| Terni | Teramo | 22 – 19 | Chieti |  |

### Girone E
|  | Pos. | Squadra       | Pt | G | V | N | P | GF | GS | DR  |
|  | ---- | ------------- | -- | - | - | - | - | -- | -- | --- |
|  | 1.   | Gaeta         | 9  | 3 | 3 | 0 | 0 | 73 | 60 | +13 |
|  | 2.   | ACLI Avellino | 6  | 3 | 2 | 0 | 1 | 64 | 61 | +3  |
|  | 3.   | Fondi         | 3  | 3 | 1 | 0 | 2 | 65 | 67 | -2  |
|  | 4.   | Noci          | 0  | 3 | 0 | 0 | 3 | 66 | 80 | -14 |

| Fondi | Fondi | 17 – 21 | ACLI Avellino |  |

| Fondi | Noci | 22 – 27 | Gaeta |  |

| Fondi | ACLI Avellino | 24 – 21 | Noci |  |

| Fondi | Gaeta | 23 – 19 | Fondi |  |

| Fondi | Fondi | 29 – 23 | Noci |  |

| Fondi | Gaeta | 23 – 19 | ACLI Avellino |  |

### Girone F
|  | Pos. | Squadra       | Pt | G | V | N | P | GF | GS | DR  |
|  | ---- | ------------- | -- | - | - | - | - | -- | -- | --- |
|  | 1.   | Rosolini      | 6  | 3 | 2 | 0 | 1 | 72 | 59 | +13 |
|  | 2.   | Palermo       | 6  | 3 | 2 | 0 | 1 | 69 | 67 | +2  |
|  | 3.   | Mascalucia    | 3  | 3 | 1 | 0 | 2 | 75 | 82 | -7  |
|  | 4.   | VVFF Siracusa | 3  | 3 | 1 | 0 | 2 | 65 | 73 | -8  |

| Palermo | Palermo | 30 – 23 | Mascalucia |  |

| Palermo | VVFF Siracusa | 16 – 25 | Rosolini |  |

| Palermo | Mascalucia | 25 – 27 | VVFF Siracusa |  |

| Palermo | Rosolini | 22 – 16 | Palermo |  |

| Palermo | Palermo | 23 – 22 | VVFF Siracusa |  |

| Palermo | Rosolini | 25 – 27 | Mascalucia |  |

### Girone G
|  | Pos. | Squadra               | Pt | G | V | N | P | GF | GS | DR  |
|  | ---- | --------------------- | -- | - | - | - | - | -- | -- | --- |
|  | 1.   | Mazara                | 9  | 3 | 3 | 0 | 0 | 82 | 63 | +19 |
|  | 2.   | CUS Palermo           | 3  | 3 | 1 | 0 | 2 | 79 | 70 | +9  |
|  | 3.   | Il Giovinetto Marsala | 3  | 3 | 1 | 0 | 2 | 68 | 74 | -6  |
|  | 4.   | Palmosa Libertas      | 3  | 3 | 1 | 0 | 2 | 59 | 81 | -22 |

| Palermo | CUS Palermo | 26 – 27 | Il Giovinetto Marsala |  |

| Palermo | Palmosa Libertas | 20 – 30 | Mazara |  |

| Palermo | Il Giovinetto Marsala | 21 – 22 | Palmosa Libertas |  |

| Palermo | Mazara | 26 – 23 | CUS Palermo |  |

| Palermo | CUS Palermo | 30 – 17 | Palmosa Libertas |  |

| Palermo | Mazara | 26 – 20 | Il Giovinetto Marsala |  |

## Seconda fase

### Girone 1
|  | Pos. | Squadra        | Pt | G | V | N | P | GF | GS | DR  |
|  | ---- | -------------- | -- | - | - | - | - | -- | -- | --- |
|  | 1.   | Tassina Rovigo | 9  | 3 | 3 | 0 | 0 | 83 | 69 | +14 |
|  | 2.   | Taufers        | 6  | 3 | 2 | 0 | 1 | 82 | 69 | +13 |
|  | 3.   | Cologne        | 3  | 3 | 1 | 0 | 2 | 73 | 87 | -14 |
|  | 4.   | Mezzocorona    | 0  | 3 | 0 | 0 | 3 | 71 | 84 | -13 |

| Tubre | Taufers | 28 – 20 | Cologne |  |

| Tubre | Tassina Rovigo | 25 – 21 | Mezzocorona |  |

| Tubre | Cologne | 25 – 32 | Tassina Rovigo |  |

| Tubre | Mezzocorona | 23 – 31 | Taufers |  |

| Tubre | Taufers | 23 – 26 | Tassina Rovigo |  |

| Tubre | Mezzocorona | 27 – 28 | Cologne |  |

### Girone 2
|  | Pos. | Squadra  | Pt | G | V | N | P | GF | GS | DR  |
|  | ---- | -------- | -- | - | - | - | - | -- | -- | --- |
|  | 1.   | Rosolini | 9  | 3 | 3 | 0 | 0 | 71 | 58 | +13 |
|  | 2.   | Mazara   | 6  | 3 | 2 | 0 | 1 | 79 | 67 | +12 |
|  | 3.   | Gaeta    | 3  | 3 | 1 | 0 | 2 | 66 | 69 | -3  |
|  | 4.   | Teramo   | 0  | 3 | 0 | 0 | 3 | 64 | 86 | -22 |

| Rosolini | Rosolini | 24 – 21 | Mazara |  |

| Rosolini | Teramo | 23 – 27 | Gaeta |  |

| Rosolini | Mazara | 30 – 21 | Teramo |  |

| Rosolini | Gaeta | 17 – 18 | Rosolini |  |

| Rosolini | Rosolini | 29 – 20 | Teramo |  |

| Rosolini | Gaeta | 22 – 28 | Mazara |  |

## Fase finale

### Ottavi di finale
| Squadra 1         | Squadra 2    | Andata            | Ritorno    | Totale  |
| ----------------- | ------------ | ----------------- | ---------- | ------- |
| Rosolini          | Prato        | Rosolini          | Prato      | 44 - 59 |
| Rosolini          | Prato        | 25 - 32           | 19 - 27    | 44 - 59 |
| Mordano           | Conversano   | Mordano           | Conversano | 48 - 52 |
| Mordano           | Conversano   | 27 - 27           | 21 - 25    | 48 - 52 |
| Meran             | Brixen       | Merano            | Bressanone | 39 - 54 |
| Meran             | Brixen       | 21 - 27           | 18 - 27    | 39 - 54 |
| Città Sant'Angelo | Haenna       | Città Sant'Angelo | Enna       | 57 - 58 |
| Città Sant'Angelo | Haenna       | 30 - 27           | 27 - 31    | 57 - 58 |
| Ortigia           | Modena       | Siracusa          | Modena     | 48 - 54 |
| Ortigia           | Modena       | 28 - 32           | 20 - 22    | 48 - 54 |
| Junior Fasano     | Rubiera      | Fasano            | Rubiera    | 45 - 67 |
| Junior Fasano     | Rubiera      | 24 - 39           | 21 - 28    | 45 - 67 |
| Messina           | Bologna 1969 | Messina           | Bologna    | 51 - 50 |
| Messina           | Bologna 1969 | 28 - 22           | 23 - 28    | 51 - 50 |
| Tassina Rovigo    | Trieste      | Rovigo            | Trieste    | 36 - 54 |
| Tassina Rovigo    | Trieste      | 16 - 24           | 20 - 30    | 36 - 54 |

### Quarti di finale
| Squadra 1  | Squadra 2 | Andata     | Ritorno    | Totale  |
| ---------- | --------- | ---------- | ---------- | ------- |
| Conversano | Prato     | Conversano | Prato      | 48 - 53 |
| Conversano | Prato     | 21 - 22    | 27 - 31    | 48 - 53 |
| Haenna     | Brixen    | Enna       | Bressanone | 42 - 44 |
| Haenna     | Brixen    | 20 - 16    | 22 - 28    | 42 - 44 |
| Modena     | Rubiera   | Modena     | Rubiera    | 41 - 45 |
| Modena     | Rubiera   | 18 - 24    | 23 - 21    | 41 - 45 |
| Messina    | Trieste   | Messina    | Trieste    | 47 - 65 |
| Messina    | Trieste   | 21 - 33    | 26 - 32    | 47 - 65 |

### Semifinali
| Squadra 1 | Squadra 2 | Andata     | Ritorno | Totale  |
| --------- | --------- | ---------- | ------- | ------- |
| Brixen    | Prato     | Bressanone | Prato   | 42 - 46 |
| Brixen    | Prato     | 22 - 20    | 20 - 26 | 42 - 46 |
| Rubiera   | Trieste   | Rubiera    | Trieste | 37 - 44 |
| Rubiera   | Trieste   | 21 - 21    | 16 - 23 | 37 - 44 |

### Finale
| Squadra 1 | Squadra 2 | Andata  | Ritorno | Totale        |
| --------- | --------- | ------- | ------- | ------------- |
| Trieste   | Prato     | Trieste | Prato   | 39 - 39 (gfc) |
| Trieste   | Prato     | 22 - 24 | 17 - 15 | 39 - 39 (gfc) |